# Alberto Aquarone
Alberto Aquarone (Barcellona, 1º marzo 1930 – Roma, 29 maggio 1985) è stato uno storico italiano.

## Biografia
Figlio di Mario Aquarone, direttore a Barcellona di una compagnia di assicurazioni, e di Olga Bliznakoff, figlia a sua volta di Nella Veneziani, cognata di Italo Svevo, fu costretto a lasciare la Spagna all'età di sei anni in seguito allo scoppio della guerra civile, per raggiungere la casa della famiglia materna a Trieste.
Si laureò in giurisprudenza a Roma con Francesco Calasso nell’anno accademico 1952-53 discutendo una tesi sul consilium sapientis (un istituto di diritto processuale dell’età di mezzo). Dopo la laurea fu assistente volontario di storia del diritto italiano a Roma e poi, nel 1955-56 presso la scuola di perfezionamento in scienze amministrative a Bologna (qui raccolse le lezioni svolte da Giuseppe Cataldi).  I suoi primi studi dopo la laurea si mantennero nel solco della storia giuridica, con riferimento alla politica legislativa degli stati preunitari dopo il Congresso di Vienna e alla storia costituzionale, culminati nel volume L’unificazione legislativa e i codici del 1865 (1960).
Nell’anno accademico 1956-57, nell'ambito di un programma di scambio tra l'Università di Bologna e quella della California poté utilizzare una borsa di studio della Ford Foundation, presso il dipartimento di scienze politiche dell'Università di California a Berkeley. Dal soggiorno statunitense nacque il suo interesse per la storia americana e il volume Grandi città e aree metropolitane in Italia: problemi amministrativi e prospettive di riforma (1961). Negli stessi anni si avvicinava al partito repubblicano e si dedicava ad un’intensa attività di recensore soprattutto su Il Mondo di Pannunzio e su Nord e Sud. Nel 1959 traduceva per Laterza la Storia d’Italia di Denis Mack Smith. Ottenne nel 1961 la libera docenza in storia del Risorgimento e i suoi studi si orientarono verso molteplici direzioni: la storia dell’illuminismo, la storia americana, i problemi dello Stato italiano postunitario, il fascismo, affrontati con costante attenzione alle fonti e alla comparazione, in un’ottica storiografica etico-politica di impronta liberal-democratica. Nel 1961 pubblicò un’antologia degli scritti di Thomas Jefferson e, insieme con Guglielmo Negri e Cipriana Scelba, una raccolta di documenti sulla formazione degli Stati Uniti in due volumi.
Nell'anno accademico 1963-1964, fu incaricato di storia moderna all'Università di Pisa, dove insegnò fino all'anno accademico 1973-1974. Durante gli anni pisani, ospite di Mack Smith, fu ad Oxford presso l’All Souls College in qualità di visiting fellow per l’anno accademico 1971-72. Nel 1965 pubblicò, per Einaudi, L’organizzazione dello stato totalitario, con un’ampia raccolta di fonti documentarie, volume che avrebbe dovuto far parte di una serie di “Studi e documenti del tempo fascista” mai pubblicata. Si trattò del primo tentativo organico di analisi delle strutture dello Stato fascista che anticipò gli studi di Renzo De Felice e della sua scuola. Dal 1967 al 1976 curò la rubrica di recensioni La storia e la politica sulla terza pagina della Voce repubblicana sotto lo pseudonimo di Alichino o con la sigla Al.Aq.
Nel 1973 vinse il primo concorso a cattedre di Storia delle istituzioni politiche e fu chiamato all’Università La Sapienza di Roma dove insegnò Istituzioni giuridiche medievali e moderne presso la Scuola speciale per archivisti e bibliotecari e, successivamente, dal 1977-78, Storia del Risorgimento presso la Facoltà di lettere e filosofia, succedendo ad Aldo Garosci. Nel 1975-76 fu ancora a Berkeley come visiting professor.
Dagli anni Settanta i suoi studi si concentrarono sulla politica coloniale italiana, ancora sul fascismo e, soprattutto, sull’Italia liberale con particolare attenzione all’età giolittiana. Quest’ultimo tema, inteso come problema storico centrale dello stato unitario, affrontato nel contesto europeo, mettendo in relazione la dimensione politica e istituzionale e quella socio-economica, lo impegnò negli ultimi anni e trovò sbocco nel volume L’Italia giolittiana (1896-1915). 1, Le premesse politiche ed economiche. Del secondo volume riuscì a scrivere solo i primi tre capitoli, pubblicati dopo la sua improvvisa scomparsa, con una introduzione di Renzo De Felice.

## Opere monografiche e principali raccolte di saggi e documenti
- Due costituenti settecentesche: note sulla Convenzione di Filadelfia e sull’Assemblea nazionale francese, Pisa, Nistri-Lischi, 1959
- L’unificazione legislativa e i codici del 1865, Milano, Giuffrè, 1960
- Grandi città e aree metropolitane in Italia: problemi amministrativi e prospettive di riforma, Bologna, Zanichelli, 1961
- Lo stato catechista, a cura e con introduzione di Alberto Aquarone, Firenze, Parenti, 1961
- La formazione degli Stati Uniti d’America: documenti, a cura di Alberto Aquarone, Guglielmo Negri, Cipriana Scelba; prefazione di Gaspare Ambrosini, Pisa, Nistri-Lischi, 1961
- L’organizzazione dello Stato totalitario, Torino, Einaudi, 1965
- Alla ricerca dell’Italia liberale, Napoli, Guida, 1972; IIª ed. con un'introduzione di Romano Paolo Coppini e Rolando Nieri, Firenze, Le Monnier, 2003
- Le origini dell’imperialismo americano: da McKinley a Taft, 1897-1913, Bologna, Il Mulino, 1973
- Il regime fascista, a cura di Alberto Aquarone e Maurizio Vernassa, Bologna, Il Mulino, 1974
- L’Italia giolittiana (1896-1915). 1, Le premesse politiche ed economiche, Bologna, Il Mulino, 1981
- Fascismo e antifascismo nella storiografia italiana, a cura di Romano Paolo Coppini, Roma, Edizioni della Voce, 1986 (raccolta di recensioni)
- Tre capitoli sull’Italia giolittiana, Bologna, Il Mulino, 1987
- Dopo Adua: politica e amministrazione coloniale, a cura e con un saggio introduttivo di Ludovica de Courten, Roma, Ufficio centrale per i beni archivistici, 1989
- I problemi dell’Italia unita: dal Risorgimento a Giolitti, con introduzione e a cura di Romano Paolo Coppini e con postfazione di Giovanni Spadolini, Firenze, Le Monnier, 1989 (raccolta di recensioni)